# Beneath a Steel Sky
Beneath a Steel Sky è un videogioco di genere avventura grafica e di ambientazione fantascientifica e distopica, sviluppato da Revolution Software e pubblicato da Virgin Interactive per MS-DOS e Amiga nel 1994. Divenne un classico e un titolo fondamentale nella storia del suo genere.
Il gioco è stato distribuito sia in versione floppy-disk che in versione CD-ROM; quest'ultima contiene anche il doppiaggio di tutti i personaggi. L'introduzione, in forma cartacea, è stata anche inclusa come fumetto promozionale in alcune versioni del gioco.
Una versione con grafica, sonoro e interfaccia migliorate, dal titolo Beneath a Steel Sky: Remastered, è stata distribuita nel 2009 per iPhone e iPad.
Dopo molti anni di ipotesi e progetti falliti, nel 2019 è stato annunciato un seguito del gioco intitolato Beyond a Steel Sky, uscito poi nel 2020.

## Trama
Beneath a Steel Sky (lett. "sotto un cielo d'acciaio") è ambientato in Australia, in un imprecisato futuro distopico in cui la Terra è stata gravemente danneggiata dall'inquinamento. La vicenda è introdotta da un fumetto, creato appositamente per il gioco dal disegnatore Dave Gibbons, che illustra la storia di un giovane ragazzo, unico sopravvissuto a un incidente aereo nella “Radura” (nell'originale Gap), lo spazio selvaggio e desertico non compreso nelle megalopoli del futuro. Il bambino viene adottato da un gruppo di aborigeni del luogo, i quali decidono di chiamarlo Robert Foster (nome preso da un'etichetta di birra Foster's) e di accoglierlo come membro della loro famiglia.
Foster cresce apprendendo come sopravvivere nell'ambiente arido che lo circonda, e riesce a costruirsi anche un robot, di nome Joey. Ma un giorno il villaggio viene attaccato da un commando di truppe d'assalto, provenienti dalla vicina città di Union City. Foster capisce di essere il bersaglio dell'operazione, e in un primo momento si tiene nascosto: ma poi decide di consegnarsi, in cambio della salvezza della tribù. Il comandante del commando, Reich, accetta lo scambio, salvo poi tradire Foster e bombardare il villaggio.
Una volta entrato nella cupola di Union City, però, l'elicottero che trasporta il prigioniero ha un improvviso guasto, e precipita su una passerella ai piani alti della città. Foster riesce a scappare prima che la sicurezza lo catturi, e trova rifugio in un edificio vicino. Dopo aver rimesso in sesto Joey, che segue sempre il protagonista ed è capace di interagire con i sistemi elettronici, Foster scopre che l'intera città è controllata da un computer, LINC, e che il suo destino è legato in qualche modo a quello di un uomo chiamato Overmann. Così comincia un viaggio verso i bassifondi della città, alla ricerca delle risposte alle sue domande, anche attraverso un alter-ego virtuale nel cyberspazio.

### Ambientazione
L'ambientazione è di stampo fantascientifico/cyberpunk; i sei stati e i due territori dell'Australia sono stati quasi interamente occupati dalle proprie capitali, che sono così diventate città-stato: chiunque non viva al loro interno è considerato un selvaggio. Union City, il luogo in cui si svolge il gioco, è la seconda città per grandezza, e viene presentata in aperto contrasto con la città concorrente di Hobart: i due schieramenti si fronteggiano facendo uso di sabotaggi ed attentati, tanto che Foster, per tutto il gioco, è ricercato con l'accusa di essere un sabotatore degli Hobart.
Union City è costruita su tre livelli sovrapposti. Su quello inferiore, chiamato “Livello Terra”, trovano posto le abitazioni più lussuose e le attività che possono interessare la fetta più abbiente della città (come ad esempio l'esclusivo club St. James, visitabile nel gioco). È anche il luogo da cui si può accedere a quel che rimane della metropolitana, che nelle fasi finali del gioco avrà un'importanza fondamentale. Nello strato centrale si concentrano le abitazioni del ceto medio e le attività commerciali principali (nel gioco vengono visitate un'agenzia di viaggi, una d'assicurazioni e una clinica per la chirurgia estetica). Infine, nel livello superiore si trovano gli impianti industriali e gli alloggi dei cosiddetti D-LINC, che costituiscono lo strato più basso della popolazione e a cui non è consentito l'accesso agli altri livelli. La differenza tra i tre piani è anche di livello cromatico: mentre in alto domina il grigio, in quello mediano la tinta principale è il giallo, mentre in quello più basso si trova una grande varietà di colori.

## Modalità di gioco
Il gioco è una tipica avventura punta e clicca, dove il giocatore controlla Foster. Le scene sono in prospettiva, con l'effetto del rimpicciolimento dei personaggi quando si allontanano. La visuale sulla scena occupa l'intero schermo, mentre l'inventario degli oggetti posseduti appare soltanto quando si sposta il puntatore del mouse in cima allo schermo.
Gli oggetti rilevanti presenti nello scenario vengono evidenziati con l'apparizione del loro nome quando il mouse ci passa sopra; a quel punto, col tasto sinistro vengono osservati, col destro si interagisce con essi. L'azione non dev'essere specificata dal giocatore, ma è svolta automaticamente in base all'oggetto, ad esempio cliccando col destro su una porta la si apre.
I dialoghi con altri personaggi hanno spesso toni umoristici e si svolgono selezionando tra una scelta di frasi possibili.
È possibile la sconfitta per morte del personaggio in seguito ad azioni avventate, mentre non è possibile rimanere bloccati senza via d'uscita.

## Storia
Beneath a Steel Sky fu il secondo gioco, dopo Lure of the Temptress, a utilizzare il motore grafico Virtual Theatre messo a punto dalla stessa Revolution Software. Charles Cecil, AD e cofondatore della Revolution, durante il proprio precedente lavoro alla Activision conobbe il fumettista Dave Gibbons, che in seguito convinse a collaborare artisticamente al progetto. Cecil abbozzò la storia di questo nuovo gioco, con titoli provvisori come Underworld, già durante lo sviluppo di Lure of the Temptress. La produzione divenne però sei volte più ampia di quella di Lure of the Temptress, con 11 dipendenti attivi sul progetto, una grossa squadra per l'epoca. Nel complesso si impiegarono due anni e 40.000 sterline.
I dialoghi vennero scritti da Dave Cummins, autore anche della colonna sonora. Cecil e Cummins faticarono a mettersi d'accordo sul tono da dare dell'avventura, che infine fu una particolare via di mezzo tra la serietà delle avventure stile Sierra Entertainment e la commedia di quelle stile LucasArts.
Generalmente Beneath a Steel Sky venne molto apprezzato dalla critica, ricevendo ad esempio valutazioni di almeno 9/10 dalle riviste Computer+Videogiochi 34, The Games Machine 60 e K 57.
Nell'agosto del 2003, Beneath a Steel Sky è stato distribuito come freeware, compreso il codice sorgente. Ciò ha permesso di eseguire il gioco anche tramite il sistema ScummVM. I file per l'avviamento sono scaricabili liberamente dal sito web dello ScummVM, e sono compatibili con le piattaforme Windows, Linux, Mac OS, Windows CE e Android.

## Beneath a Steel Sky: Remastered
Nel luglio del 2009 Revolution annunciò la nascita di una nuova divisione interna, la Revolution Pocket, che si sarebbe dedicata esclusivamente alla realizzazione di videogiochi per sistemi portatili. Il primo titolo realizzato dal neonato team fu Beneath a Steel Sky: Remastered, una riedizione per iPhone e iPad del titolo originale, che venne poi distribuita nell'autunno dello stesso anno.
La versione rimasterizzata del gioco è identica a quella originale per quanto riguarda la trama e le modalità di gioco, ma presenta alcune caratteristiche aggiuntive: la grafica è stata leggermente migliorata, mentre la colonna sonora è stata ricampionata e i dialoghi incisi nuovamente; i filmati introduttivi e conclusivi sono stati ridisegnati dal fumettista Dave Gibbons, che già aveva collaborato alla versione originale; l'interfaccia è stata arricchita da nuovi menù e il sistema di controllo è stato modificato in modo da essere interamente touch screen.
Nonostante il titolo originale fosse disponibile da tempo come freeware al momento della sua uscita, Beneath a Steel Sky: Remastered si rivelò un buon successo commerciale, vendendo circa 20 000 copie nel primo mese di distribuzione. Anche la critica accolse con favore l'operazione. Slide to Play gli assegnò il voto massimo, affermando che il gioco era il nuovo punto di riferimento per le avventure su iPhone. IGN lo valutò 8.5 su 10, affermando che i nuovi elementi aggiungevano spessore all'esperienza. Videogame.it lo giudicò da 4 stelle su 5, sostenendo che si trattava di un remake perfettamente riuscito, ma che proprio per questo sarebbe risultato più appetibile per coloro che non avevano mai provato il titolo originale. Adventure Gamers gli assegnò 4 stelle su 5, insistendo sulla qualità del porting.